# Michael Venus
Michael Venus (Auckland, 16 d'octubre de 1987) és un tennista professional neozelandès i estatunidenc.
Es va especialitzar en les proves de dobles, modalitat en la qual ha guanyat onze títols i ha arribat al vuitè lloc del rànquing mundial. En el seu palmarès destaca el títol de Roland Garros de 2017 junt a Ryan Harrison. També ha estat finalista a Wimbledon (2018) i dos ocasions més en dobles mixts, US Open 2017 i US Open 2019.
Forma part habitualment de l'equip neozelandès de Copa Davis, on participa tan individualment com en dobles.

## Biografia
Fill de Davis i Lynne, té tres germanes anomenades Sarah-Jane, Laura i Elizabeth. La seva família es va traslladar als Estats Units quan ell era júnior i va preferir entrar a la universitat enlloc d'esdevenir professional. Va estudiar a la Universitat de Texas (2006) i la Louisiana State University (2008-09) mentre aprofitava per disputar el campionat de la NCAA. Durant aquesta època va utilitzar la nacionalitat estatunidenca però al 2010 va tornar a la seva nacionalitat natal per jugar amb el seu equip de Copa Davis.
Es va casar amb la seva muller Sally el 3 de gener de 2020, prèviament havien tingut una filla, Lila Grace.

## Torneigs de Grand Slam

### Dobles masculins: 2 (1−1)
| Resultat  | Núm. | Any  | Torneig       | Parella       | Oponents                       | Marcador                   |
| --------- | ---- | ---- | ------------- | ------------- | ------------------------------ | -------------------------- |
| Guanyador | 1.   | 2017 | Roland Garros | Ryan Harrison | Santiago González Donald Young | 7−6(3), 6−7(4), 6−3        |
| Finalista | 1.   | 2018 | Wimbledon     | Raven Klaasen | Mike Bryan Jack Sock           | 3−6, 7−6(7), 3−6, 7−5, 5−7 |

### Dobles mixts: 3 (0−3)
| Resultat  | Núm. | Any  | Torneig       | Parella          | Oponents                           | Marcador         |
| --------- | ---- | ---- | ------------- | ---------------- | ---------------------------------- | ---------------- |
| Finalista | 1.   | 2017 | US Open       | Chan Hao-ching   | Martina Hingis Jamie Murray        | 1−6, 6−4, [8−10] |
| Finalista | 2.   | 2019 | US Open (2)   | Chan Hao-ching   | Bethanie Mattek-Sands Jamie Murray | 2−6, 3−6         |
| Finalista | 3.   | 2023 | Roland Garros | Bianca Andreescu | Miyu Kato Tim Pütz                 | 6−4, 4−6, [6−10] |

## Jocs Olímpics

### Dobles masculins
| Any  | Campionat                   | Parella        | Oponents                        | Resultat    |
| ---- | --------------------------- | -------------- | ------------------------------- | ----------- |
| 2020 | Jocs Olímpics, Tòquio, Japó | Marcus Daniell | Austin Krajicek Tennys Sandgren | 7−6(3), 6−2 |

## Palmarès

### Dobles masculins: 49 (25−24)
| Llegenda                          |
| --------------------------------- |
| Grand Slams (1−1)                 |
| Jocs Olímpics Bronze (1)          |
| ATP Finals (0−1)                  |
| ATP World Tour Masters 1000 (1−4) |
| ATP World Tour 500 (7−7)          |
| ATP World Tour 250 (16−11)        |

| Títols per superfície |
| --------------------- |
| Dura (13−15)          |
| Gespa (4−5)           |
| Terra batuda (8−4)    |

| Resultat  | Núm. | Data                   | Torneig                          | Superfície   | Parella          | Oponents                              | Marcador                   |
| --------- | ---- | ---------------------- | -------------------------------- | ------------ | ---------------- | ------------------------------------- | -------------------------- |
| Guanyador | 1.   | 23 de maig de 2015     | Niça, França                     | Terra batuda | Mate Pavić       | Jean-Julien Rojer Horia Tecău         | 7−6(4), 2−6, [10−7]        |
| Finalista | 1.   | 26 de juliol de 2015   | Bogotà, Colòmbia                 | Dura         | Mate Pavić       | É. Roger-Vasselin Radek Štěpánek      | 5−7, 3−6                   |
| Finalista | 2.   | 25 d'octubre de 2015   | Estocolm, Suècia                 | Dura (i)     | Mate Pavić       | Nicholas Monroe Jack Sock             | 5−7, 2−6                   |
| Guanyador | 2.   | 16 de gener de 2016    | Auckland, Nova Zelanda           | Dura         | Mate Pavić       | Eric Butorac Scott Lipsky             | 7−5, 6−4                   |
| Guanyador | 3.   | 7 de febrer de 2016    | Montpeller, França               | Dura (i)     | Mate Pavić       | Alexander Zverev Mischa Zverev        | 7−5, 7−6(4)                |
| Guanyador | 4.   | 21 de febrer de 2016   | Marsella, França                 | Dura (i)     | Mate Pavić       | Jonathan Erlich Colin Fleming         | 6−2, 6−3                   |
| Finalista | 3.   | 21 de maig de 2016     | Niça                             | Terra batuda | Mate Pavić       | J.S. Cabal Robert Farah               | 6−4, 4−6, [8−10]           |
| Guanyador | 5.   | 12 de juny de 2016     | 's-Hertogenbosch, Països Baixos  | Gespa        | Mate Pavić       | Dominic Inglot Raven Klaasen          | 3−6, 6−3, [11−9]           |
| Finalista | 4.   | 24 de juliol de 2016   | Gstaad, Suïssa                   | Terra batuda | Mate Pavić       | Julio Peralta Horacio Zeballos        | 6−7(2), 2−6                |
| Finalista | 5.   | 25 de setembre de 2016 | Metz, França                     | Dura         | Mate Pavić       | Julio Peralta Horacio Zeballos        | 3−6, 6−7(4)                |
| Finalista | 6.   | 23 d'octubre de 2016   | Estocolm (2)                     | Dura (i)     | Mate Pavić       | Elias Ymer Mikael Ymer                | 1−6, 1−6                   |
| Finalista | 7.   | 30 d'octubre de 2016   | Basilea, Suïssa                  | Dura (i)     | Robert Lindstedt | Marcel Granollers Jack Sock           | 3−6, 4−6                   |
| Guanyador | 6.   | 7 de maig de 2017      | Estoril, Portugal                | Terra batuda | Ryan Harrison    | David Marrero Tommy Robredo           | 7−5, 6−2                   |
| Guanyador | 7.   | 11 de juny de 2017     | Roland Garros, França            | Terra batuda | Ryan Harrison    | Santiago González Donald Young        | 7−6(5), 6−7(4), 6−3        |
| Guanyador | 8.   | 25 de febrer de 2018   | Marsella (2)                     | Dura (i)     | Raven Klaasen    | Marcus Daniell Dominic Inglot         | 6−7(2), 6−3, [10−4]        |
| Finalista | 8.   | 17 de juny de 2018     | 's-Hertogenbosch                 | Gespa        | Raven Klaasen    | Dominic Inglot Franko Škugor          | 6−7(3), 5−7                |
| Finalista | 9.   | 15 de juliol de 2018   | Wimbledon, Regne Unit            | Gespa        | Raven Klaasen    | Mike Bryan Jack Sock                  | 3−6, 7−6(7), 3−6, 7−5, 5−7 |
| Finalista | 10.  | 12 d'agost de 2018     | Toronto, Canadà                  | Dura         | Raven Klaasen    | Henri Kontinen John Peers             | 2−6, 7−6(7), [6−10]        |
| Finalista | 11.  | 7 d'octubre de 2018    | Tòquio, Japó                     | Dura (i)     | Raven Klaasen    | Ben McLachlan Jan-Lennard Struff      | 4−6, 5−7                   |
| Finalista | 12.  | 12 de gener de 2019    | Auckland                         | Dura         | Raven Klaasen    | Ben McLachlan Jan-Lennard Struff      | 3−6, 4−6                   |
| Finalista | 13.  | 19 de maig de 2019     | Roma, Itàlia                     | Terra batuda | Raven Klaasen    | J.S. Cabal Robert Farah               | 1−6, 3−6                   |
| Guanyador | 9.   | 23 de juny de 2019     | Halle, Alemanya                  | Gespa        | Raven Klaasen    | Łukasz Kubot Marcelo Melo             | 4−6, 6−3, [10−4]           |
| Guanyador | 10.  | 4 d'agost de 2019      | Washington DC, Estats Units      | Dura         | Raven Klaasen    | Jean-Julien Rojer Horia Tecău         | 3−6, 6−3, [10−2]           |
| Finalista | 14.  | 17 de novembre de 2019 | ATP Finals, Londres, Regne Unit  | Dura (i)     | Raven Klaasen    | P-H. Herbert Nicolas Mahut            | 3−6, 4−6                   |
| Guanyador | 11.  | 29 de febrer de 2020   | Dubai, Emirats Àrabs Units       | Dura         | John Peers       | Raven Klaasen Oliver Marach           | 6−3, 6−2                   |
| Guanyador | 12.  | 27 de setembre de 2020 | Hamburg, Alemanya                | Terra batuda | John Peers       | Ivan Dodig Mate Pavić                 | 6−3, 6−4                   |
| Guanyador | 13.  | 25 d'octubre de 2020   | Anvers, Bèlgica                  | Dura (i)     | John Peers       | Rohan Bopanna Matwé Middelkoop        | 6−3, 6−4                   |
| Guanyador | 14.  | 22 de maig de 2021     | Ginebra, Suïssa                  | Terra batuda | John Peers       | Simone Bolelli Máximo González        | 6−2, 7−5                   |
| Guanyador | 15.  | 18 de juliol de 2021   | Hamburg (2)                      | Terra batuda | Tim Pütz         | Kevin Krawietz Horia Tecău            | 6−3, 6−7(3), [10−8]        |
| Guanyador | −    | 1 d'agost de 2021      | Jocs Olímpics, Tòquio, Japó      | Dura         | Marcus Daniell   | Austin Krajicek Tennys Sandgren       | 7−6(3), 6−2                |
| Finalista | 15.  | 8 d'agost de 2021      | Washington DC                    | Dura         | Neal Skupski     | Raven Klaasen Ben McLachlan           | 6−7(4), 4−6                |
| Guanyador | 16.  | 7 de novembre de 2021  | París, França                    | Dura (i)     | Tim Pütz         | P-H. Herbert Nicolas Mahut            | 6−3, 6−7(4), [11−9]        |
| Guanyador | 17.  | 26 de febrer de 2022   | Dubai (2)                        | Dura         | Tim Pütz         | Nikola Mektić Mate Pavić              | 6−3, 6−7(5), [16−14]       |
| Finalista | 16.  | 12 de juny de 2022     | Stuttgart, Alemanya              | Gespa        | Tim Pütz         | Hubert Hurkacz Mate Pavić             | 6−7(3), 6−7(2)             |
| Finalista | 17.  | 19 de juny de 2022     | Halle                            | Gespa        | Tim Pütz         | Marcel Granollers Horacio Zeballos    | 4−6, 7−6(5), [12−14]       |
| Finalista | 18.  | 31 de juliol de 2022   | Kitzbühel, Àustria               | Terra batuda | Tim Pütz         | Pedro Martínez Lorenzo Sonego         | 7−5, 4−6, [8−10]           |
| Finalista | 19.  | 21 d'agost de 2022     | Cincinnati, Estats Units         | Dura         | Tim Pütz         | Rajeev Ram Joe Salisbury              | 6−7(4), 6−7(5)             |
| Finalista | 20.  | 8 de gener de 2023     | Adelaida, Austràlia              | Dura         | Jamie Murray     | Lloyd Glasspool Harri Heliövaara      | 3−6, 6−7(3)                |
| Guanyador | 18.  | 12 de febrer de 2023   | Dallas, Estats Units             | Dura         | Jamie Murray     | Nathaniel Lammons Jackson Withrow     | 1−6, 7−6(4), [10−7]        |
| Guanyador | 19.  | 23 d'abril de 2023     | Banja Luka, Bòsnia i Hercegovina | Terra batuda | Jamie Murray     | Francisco Cabral Aleksandr Nedovyesov | 7−5, 6−2                   |
| Guanyador | 20.  | 27 de maig de 2023     | Ginebra (2)                      | Terra batuda | Jamie Murray     | Marcel Granollers Horacio Zeballos    | 7−6(6), 7−6(3)             |
| Finalista | 21.  | 20 d'agost de 2023     | Cincinnati (2)                   | Dura         | Jamie Murray     | Máximo González Andrés Molteni        | 6−3, 1−6, [9−11]           |
| Guanyador | 21.  | 26 de setembre de 2023 | Zhuhai, Xina                     | Dura         | Jamie Murray     | Nathaniel Lammons Jackson Withrow     | 6−4, 6−4                   |
| Finalista | 22.  | 22 d'octubre de 2023   | Tòquio (2)                       | Dura         | Jamie Murray     | Rinky Hijikata Max Purcell            | 4−6, 1−6                   |
| Guanyador | 22.  | 24 de febrer de 2024   | Doha, Qatar                      | Dura         | Jamie Murray     | Lorenzo Musetti Lorenzo Sonego        | 7−6(0), 2−6, [10−8]        |
| Guanyador | 23.  | 23 de juny de 2024     | Londres, Regne Unit              | Gespa        | Neal Skupski     | Taylor Fritz Karén Khatxànov          | 4−6, 7−6(5), [10−8]        |
| Guanyador | 24.  | 29 de juny de 2024     | Eastbourne, Regne Unit           | Gespa        | Neal Skupski     | Matthew Ebden John Peers              | 4−6, 7−6(2), [11−9]        |
| Finalista | 23.  | 27 d'octubre de 2024   | Viena, Àustria                   | Dura (i)     | Neal Skupski     | Alexander Erler Lucas Miedler         | 6−4, 3−6, [1−10]           |
| Guanyador | 25.  | 11 de gener de 2025    | Auckland (2)                     | Dura         | Nikola Mektić    | Christian Harrison Rajeev Ram         | Renúncia                   |
| Finalista | 24.  | 22 de juny de 2025     | Londres                          | Gespa        | Nikola Mektić    | Julian Cash Lloyd Glasspool           | 3−6, 7−6(3), [6−10]        |

### Dobles mixts: 3 (0−3)
| Resultat  | Núm. | Data                   | Torneig               | Superfície   | Parella          | Oponents                     | Marcador         |
| --------- | ---- | ---------------------- | --------------------- | ------------ | ---------------- | ---------------------------- | ---------------- |
| Finalista | 1.   | 10 de setembre de 2017 | US Open, Estats Units | Dura         | Chan Hao-ching   | Martina Hingis Jamie Murray  | 1−6, 6−4, [8−10] |
| Finalista | 2.   | 8 de setembre de 2019  | US Open (2)           | Dura         | Chan Hao-ching   | B. Mattek-Sands Jamie Murray | 2−6, 3−6         |
| Finalista | 3.   | 8 de juny de 2023      | Roland Garros, França | Terra batuda | Bianca Andreescu | Miyu Kato Tim Pütz           | 6−4, 4−6, [6−10] |

## Trajectòria

### Dobles masculins
| Open d'Austràlia | A   | A   | A   | A           | 3R          | 3R          | 1R    | 2R          | 1R          | QF          | 3R          | 3R    | QF | 2R | 1R | 0 / 11    | 16 – 11   |
| Roland Garros | A   | A   | A   | A           | 1R          | 1R          | 1R    | G           | 3R          | 1R          | 2R          | 2R    | 3R | 3R |    | 1 / 10    | 14 – 9    |
| Wimbledon | A   | A   | A   | A           | 1R          | 3R          | 3R    | QF          | F           | SF          | NC          | 1R    | 1R | QF |    | 0 / 9     | 19 – 9    |
| US Open | A   | A   | A   | A           | 3R          | 2R          | 2R    | 1R          | 2R          | 2R          | 2R          | 1R    | 3R | 2R |    | 0 / 10    | 10 – 10   |
| Jocs Olímpics | NC  | NC  | A   | No celebrat | No celebrat | No celebrat | 1R    | No celebrat | No celebrat | No celebrat | No celebrat | 3r    | NC | NC |    | 0 / 2     | 4 − 2     |
| ATP Finals | A   | A   | A   | A           | A           | A           | A     | SF          | RR          | F           | RR          | A     |    |    |    | 0 / 4     | 7 – 8     |
| Total Victòries−Derrotes                                                                                                   | 0−2 | 0−1 | 2−3 | 0−1         | 9−14        | 22−19       | 41−18 | 29−30       | 40−26       | 18−11       | 22−13       | 34−16 |    |    |    | 238 – 166 | 238 – 166 |
| Rànquing a final d'any | 628 | 548 | 288 | 127         | 62          | 44          | 32    | 15          | 16          | 10          | 13          | 15    |    |    |    |           |           |
| Llegenda: G: Guanyador; F: Finalista; SF: Semifinalista; QF: Quarts de final; Q: Qualificació; A: Absent; RR: Round Robin; |     |     |     |             |             |             |       |             |             |             |             |       |    |    |    |           |           |

### Dobles mixts
| Open d'Austràlia | A  | A  | A  | 1R | 2R | 1R | 2R | 1R | QF | 1R | 2R | 0 / 8 | 5 – 8  |
| Roland Garros | A  | A  | A  | 2R | 1R | 1R | NC | A  |    | F  |    | 0 / 4 | 5 – 4  |
| Wimbledon | 1R | 3R | 1R | 3R | SF | 2R | NC | A  | 1R |    |    | 0 / 7 | 9 – 7  |
| US Open | A  | A  | A  | F  | 2R | F  | NC | 1R | 2R |    |    | 0 / 5 | 10 – 5 |
| Llegenda: G: Guanyador; F: Finalista; SF: Semifinalista; QF: Quarts de final; Q: Qualificació; A: Absent; RR: Round Robin; |    |    |    |    |    |    |    |    |    |    |    |       |        |